# نمسيس (إلهة)

نمسيس بريشة ألفريد ريثيل عام 1837.

نمسيس  (باليونانية: Νέμεσις)‏ في الأساطير اليونانية، إلهة حارسة على أقدار الأشياء، وحامية للآلهة من رذائل البشر.